# Bożena Snaza
Bożena Maria Snaza (ur. 6 lutego 1951 w Gąsiorkach) – polska rolniczka i polityk, posłanka na Sejm PRL IX kadencji.

## Życiorys
Absolwentka Liceum Ogólnokształcącego w Starogardzie Gdańskim. Zasiadała w Miejsko-Gminnym Komitecie Zjednoczonego Stronnictwa Ludowego. Działaczka Koła Gospodyń Wiejskich i Związku Młodzieży Wiejskiej. W latach 1985–1989 pełniła mandat posłanki na Sejm PRL IX kadencji w okręgu Gdańsk, zasiadając w Komisji Rolnictwa, Leśnictwa i Gospodarki Żywnościowej.
Członkini zarządu wojewódzkiego Związku Plantatorów Roślin Oleistych w Gdańsku, zarządu powiatowego Polskiego Stronnictwa Ludowego w Starogardzie Gdańskim oraz komisji rewizyjnej sołectwa w Ryzowiu. W 2010 bez powodzenia kandydowała do rady powiatu starogardzkiego.
Mieszka w Wybudowaniu Wielbrandowskim.